# 1925 na ciência
O ano de 1925 na ciência e tecnologia envolveu alguns eventos significativos listados abaixo.

## Biologia
- 21 de julho - Julgamento de Scopes: em Dayton (Tennessee), o professor John T. Scopes é julgado culpado por ensinar a evolução e recebe uma multa de $100.
- Erwin Schrödinger: Equação de Schrödinger (mecânica quântica)
- Wolfgang Pauli desenvolve o princípio de exclusão de Pauli, que diz que dois elétrons ao redor de um único núcleo não podem ter o mesmo estado quântico, como descrito pelos quatro números quânticos.[1]

## Tecnologia
- 13 de junho - Charles Francis Jenkins alcança a primeira transmissão sincronizada de imagens e som, usando 48 linhas e um sistema mecânico.

## Nascimentos
| Data            | Nome                   | Profissão                                           | Nacionalidade                    | Observações | Ref               |
| --------------- | ---------------------- | --------------------------------------------------- | -------------------------------- | --- | ----------------- |
| 7 de janeiro    | Walter Noll            | matemático                                          | Alemanha                         | |                   |
| 18 de janeiro   | Gilles Deleuze         | filósofo                                            | França                           | m. 1995 |                   |
| 4 de fevereiro  | Karel Rektorys         | matemático                                          | Checoslováquia                   | m. 2004 |                   |
| 9 de fevereiro  | Burkhard Heim          | físico                                              | Alemanha                         | m. 2001 |                   |
| 28 de fevereiro | Louis Nirenberg        | matemático                                          | Canadá / Estados Unidos          | Prêmio Memorial Bôcher 1959 Prémio Crafoord 1982 Prémio Leroy P. Steele 1994                                      | [ 2 ] [ 3 ] [ 4 ] |
| 5 de março      | George G. Hall         | matemático                                          | Reino Unido                      | |                   |
| 12 de março     | Leo Esaki              | físico                                              | Japão                            | Nobel da Física 1973 Medallha de Honra IEEE 1991                                                                  | [ 5 ] [ 6 ]       |
| 13 de março     | John Tate              | matemático                                          | Estados Unidos                   | Prémio Abel 2010 Prêmio Cole Teoria dos números 1956 Prémio Leroy P. Steele 1995 Prémio Wolf de Matemática 2002/3 | [ 7 ] [ 4 ] [ 8 ] |
| 15 de março     | Bernard Belleau        | farmacologista                                      | Canadá                           | m. 1989 |                   |
| 18 de maio      | Justus Dahinden        | arquitecto e teórico de arquitectura                | Suíça                            | |                   |
| 30 de maio      | John Cocke             | cientista de computação                             | Estados Unidos                   | m. 2002 Prémio Turing 1987                                                                                        | [ 9 ]             |
| 21 de junho     | Alastair G. W. Cameron | astrofísico                                         | Canadá                           | m. 2005 |                   |
| 17 de julho     | Alexander Shulgin      | farmacologista, químico e pesquisador               | União Soviética / Estados Unidos | |                   |
| 1 de setembro   | Roy Glauber            | físico                                              | Estados Unidos                   | Nobel da Física 2005                                                                                              | [ 5 ]             |
| 22 de setembro  | António Aragão         | escritor, poeta, historiador, investigador e pintor | Portugal                         | m. 2008 |                   |
| 29 de outubro   | Klaus Friedrich Roth   | matemático                                          | Reino Unido                      | |                   |
| 31 de outubro   | John Pople             | matemático e químico                                | Reino Unido                      | m. 2004 Nobel de Química 1998 Medalha Copley 2002                                                                 | [ 10 ] [ 11 ]     |
| 24 de novembro  | Simon van der Meer     | físico                                              | Países Baixos                    | Nobel da Física 1984                                                                                              | [ 5 ]             |
| 4 de dezembro   | Albert Bandura         | psicólogo                                           | Canadá                           | |                   |
| 6 de dezembro   | Geraldo Lapenda        | filólogo                                            | Brasil                           | m. 2004 |                   |
| 9 de dezembro   | Ernest Gellner         | filósofo                                            | França                           | m. 1995 |                   |
| ??              | Odette Ferreira        | farmacêutica e investigadora                        | Portugal                         | |                   |

## Mortes
| Data           | Nome                     | Profissão                                    | Nacionalidade                              | Observações                                                                  | Ref           |
| -------------- | ------------------------ | -------------------------------------------- | ------------------------------------------ | ---------------------------------------------------------------------------- | ------------- |
| 15 de janeiro  | William Whitaker         | geólogo                                      | Reino Unido da Grã-Bretanha e Irlanda      | n. 1836 Medalha Murchison 1886 Medalha Prestwich 1906 Medalha Wollaston 1923 | [ 12 ] [ 13 ] |
| 3 de fevereiro | Oliver Heaviside         | físico                                       | Reino Unido da Grã-Bretanha e Irlanda      | n. 1850                                                                      |               |
| 27 de março    | Carl Neumann             | matemático                                   | Alemanha                                   | n. 1832                                                                      |               |
| 30 de março    | Rudolf Steiner           | criador da antroposofia                      | Áustria-Hungria                            | n. 1861                                                                      |               |
| 3 de junho     | Camille Flammarion       | astrónomo                                    | França                                     | n. 1842                                                                      |               |
| 22 de junho    | Felix Klein              | matemático                                   | Alemanha                                   | n. 1849 Medalha Copley 1912 Medalha De Morgan 1893                           | [ 14 ] [ 15 ] |
| 5 de julho     | Otto Lummer              | físico                                       | Alemanha                                   | n. 1860                                                                      |               |
| 16 de novembro | José Diogo Arroyo        | cientista, jornalista e político             | Reino Unido de Portugal, Brasil e Algarves | n. 1854                                                                      |               |
| 26 de julho    | Gottlob Frege            | matemático                                   | Alemanha                                   | n. 1848                                                                      |               |
| 6 de agosto    | Gregorio Ricci-Curbastro | matemático                                   | Itália                                     | n. 1853                                                                      |               |
| 16 de setembro | Alexander Friedmann      | matemático e cosmólogo                       | União Soviética                            | n. 1888                                                                      |               |
| 16 de novembro | José Diogo Arroyo        | cientista, jornalista e político             | Reino Unido de Portugal, Brasil e Algarves | n. 1854                                                                      |               |
| 19 de novembro | Jules Henri Fayol        | fundador da Teoria Clássica da Administração | França                                     | n. 1841                                                                      |               |
| 28 de novembro | Alfred Perot             | físico                                       | França                                     | n. 1863 Medalha Rumford 1918                                                 | [ 16 ]        |
| 20 de dezembro | Josef Breuer             | médico e fisiologista                        | Áustria                                    | n. 1842                                                                      |               |

## Prémios

### Medalha Bigsby
- Cyril Workman Knight[17]

### Medalha Bruce
- Henry Norris Russell[18]

### Medalha Copley
- Albert Einstein[14]

### Medalha Davy
- James Irvine[19]

### Medalha Edison IEEE
- Harris J. Ryan[6]

### Medalha Hughes
- Frank Edward Smith[20]

### Medalha Lyell
- John Frederick Norman Green[21]

### Medalha Mary Clark Thompson
- John M. Clarke[22]

### Medalha Matteucci
- Robert Andrews Millikan[23]

### Medalha Murchison
- Herbert Henry Thomas[24]

### Medalha de Ouro da Royal Astronomical Society
- Frank Dyson[25]

### Medalha Real
- Botânica - Albert Charles Seward[26]
- Química orgânica - William Henry Perkin, Jr.[26]

### Medalha Sylvester
- Alfred North Whitehead[27]

### Medalha Wollaston
- George William Lamplugh[13]

### Prémio Chauvenet
- Gilbert Ames Bliss[28]

### Prémio Nobel
- Nobel de Física - James Franck,[5] Gustav Ludwig Hertz[5]
- Nobel de Química - Richard Adolf Zsigmondy[10]

### Prémio Rumford
- Henry Norris Russell[29]